# Spring (engine)
Spring (dříve známý TA Spring nebo Total Annihilation: Spring) je 3D opensource herní engine inspirovaný hrou Total Annihilation. Jádro enginu je licencováno pod GNU GPL.

## Hry a módy
- Kernel Panic
- Spring:1944
- Evolution RTS
- Conflict Terra
- Zero-K
- Balanced Annihilation
- P.U.R.E.
- The Cursed
- Star Wars: Imperial Winter
- Beyond All Reason